# Del Monte Center
 (janvier 2018).
Le Del Monte Center est un centre commercial américain situé à Monterey, en Californie. Il a ouvert en 1967.